# Tankstation Zaandam-Noord
Tankstation Zaandam-Noord is een onbemand tankstation van Esso Express, gelegen aan de noordzijde van de stadsroute S151 (Prins Bernhardweg) in Zaandam, gemeente Zaanstad gelegen tussen  Knooppunt Zaandam en het Prins Bernhardplein. Er zijn slechts vier zelfbedieningspompen en geen verdere voorzieningen.
Aan de zuidzijde van de autoweg ligt een zelfbedienings-tankstation van Texaco met een winkeltje van Spar.